# Новое Четово
Новое Четово — деревня Торбеевского района Республики Мордовия в составе Варжеляйского сельского поселения. 

## География
Находится у реки Большой Виндрей на расстоянии примерно 14 километров по прямой на север-северо-запад от районного центра поселка Торбеево.

## История
Основана после отмены крепостного права.

## Население
Постоянное население составляло 166 человек (мордва-мокша 99%) в 2002 году, 148 в 2010 году .